# 개똥이
"개똥이"는 2013년에 개봉한 대한민국의 영화이다.

## 캐스팅
- 송삼동 : 개똥이 역
- 이은경 : 선주 역
- 이설구 : 작업반장 역
- 김병준 : 평식 역
- 지대한 : 최 사장 역
- 박건락 : 희산 역
- 전아름 : 진아 역
- 이동훈 : 재개발사장 역
- 배성윤 : 순경 1 역
- 천진하 : 어린 개똥이 역
- 박성준 : 개똥 부 역
- 이정비 : 개똥 모 역
- 신민정 : 오봉 역